# Apospasta eriopygioides
Apospasta eriopygioides là một loài bướm đêm trong họ Noctuidae.